# Thermode

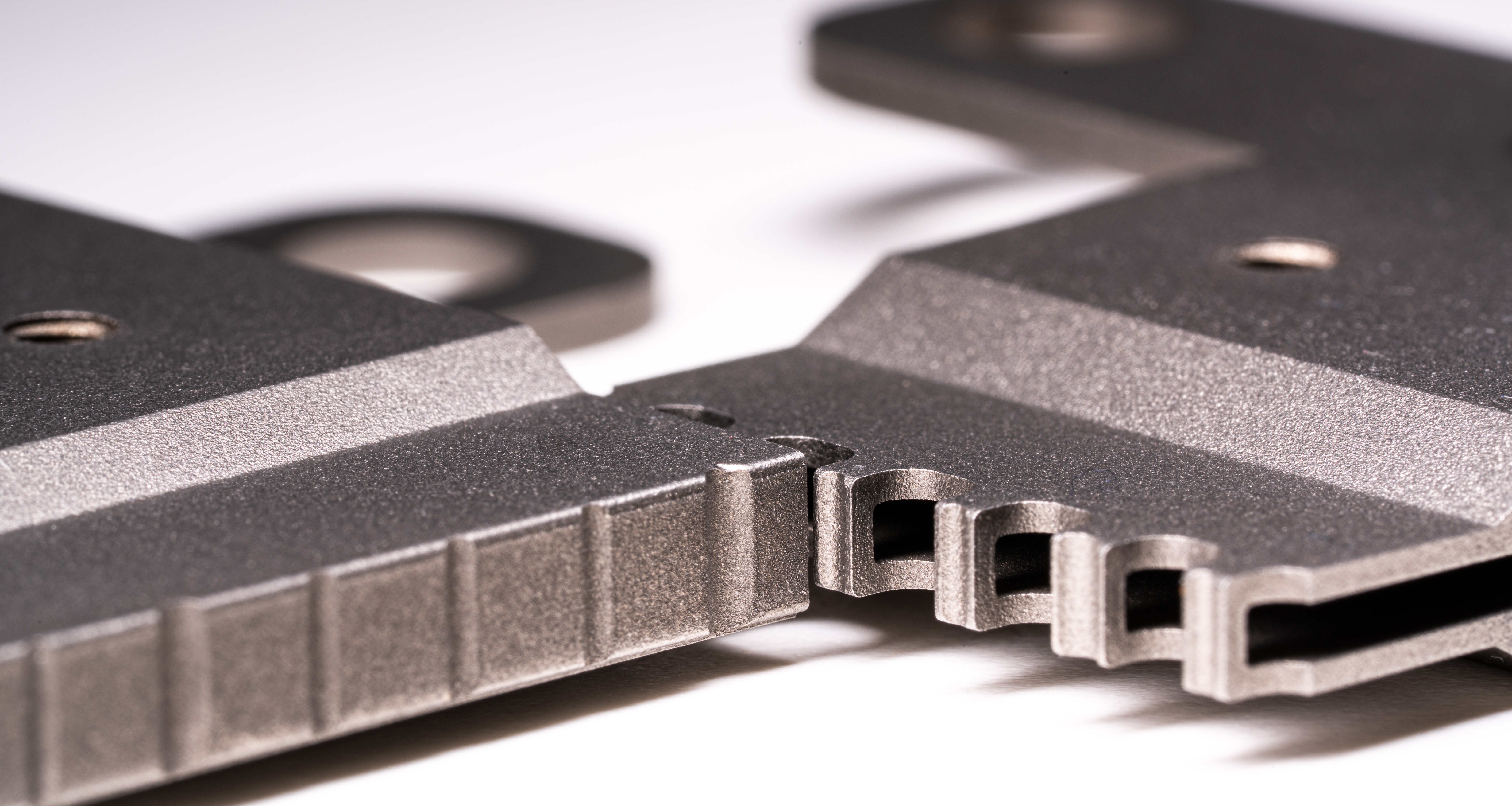
Beispiel einer Thermode

Die Thermode ist ein Lötzubehör in Form eines individuell angepassten Stempels oder Bügels, der im Selektivlötprozess (Wellenlöten) bei der Verarbeitung von Bauteilen in der Elektronikfertigung seine Anwendung findet.

## Herstellung
Die Thermoden bestehen im Allgemeinen aus niedrig gekohlten Legierungen, wie zum Beispiel Wolfram-Kupfer-Werkstoffe, die sich bei den üblichen Löttemperaturen um die 300 °C nicht verformen und zusätzlich die geforderten Presskräfte von bis zu 60 N auf wenige Quadratmillimeter übertragen, ein sehr korrosionsbeständig und verschleißfester Werkstoff, der im Herstellungsprozess einer Thermode mehrere Produktionsschritte benötigt, um die geforderten Genauigkeiten zu erzielen. Eine gängige Vorgehensweise ist zunächst im ersten Produktionsschritt die Grobform der Rohlinge mittels CNC-Zerspanung (Computerized Numerical Control) herzustellen, um sie dann im weiteren Produktionsschritt mittels Funkenerosion hochpräzise, an die auf die Lötstelle angepasste geometrische Form, zu bearbeiten. Übliche Genauigkeitsanforderungen in der Fertigung liegen hier bei den seitlichen Schenkeln deshalb bei 10 µm (Oberfläche Ra 0,2), um im Prozess die Einsinktiefe Mikrometergenau einstellen zu können.

## Anwendung
Thermoden kommen beim Lötprozess in der Elektronikfertigung zum Einsatz und eignen sich vor allem beim Weichlöten von Serienteilen ohne Leiterplatten. Das Thermodenlöten zählt zu den sogenannten Reflow-Verfahren, bei denen erst eine Lotpaste aufgetragen wird. Im weiteren Prozess wird das aufgetragene Lot aufgeschmolzen, um eine dauerhafte elektrisch leitfähige Verbindung zwischen Bauteil und Leiterplatte herzustellen. Beim Thermodenlöten wird die Thermode erwärmt und anschließend auf die Lötstelle gedrückt, bis das Lot aufschmilzt. Die Heizung wird dann abgeschaltet. Der Stempel verbleibt aber auf der Lötstelle, bis das Lot erstarrt ist. Erst danach wird der Stempel abgehoben. Lötanlagen mit Thermoden sind in der Regel sehr robuste und platzsparende Systeme, die über eine lange Standzeit verfügen und das Löten so energieeffizient gestalten.